# 차로부인
차로부인(次老夫人)은 신라의 공주이자 왕비. 본관은 경주이며 실성 마립간과 아류부인의 딸이다. 자신의 아버지를 시해한 눌지 마립간의 왕비이다.
아류(阿留)라는 이름을 개인의 인명이 아닌 농경사회에서 사제를 수행하는 집단이나 특정한 직능을 표현한 것이라는 견해가 있다. 신라 상고기 왕비 이름 중에는 '알-'계 이름이 자주 보이는데 이들 왕실 여성이 농작의 풍요를 기원한다는 의미에서 사제라는 특수한 직능과 관련이 있다는 견해이다. '알'이 '아리수', '압록수', '알천'등에서 보이듯이 '물'과 관련이 있으며 ‘비(물)를 주관하는 특별한 지위의 사람’이란 뜻을 나타낸다는 견해가 있다.